# Хоменко, Анатолий Андреевич
Анато́лий Андреевич Хоме́нко (укр. Анатолій Андрійович Хоменко; 30 марта 1961, Киев, Украинская ССР, СССР) — советский и украинский хоккеист-защитник, тренер.

## Биография
Воспитанник детской хоккейной школы «Льдинка», позднее влившейся в структуру клуба «Сокол». Первый тренер — Эдуард Дьяков.
11 апреля 1979 года дебютировал в основе «Сокола», однако почти весь сезон провёл во второй лиге чемпионата СССР в команде «Машиностроитель».
Затем 8 лет играл в харьковском «Динамо», вместе с которым пройдя Первую лигу, вышел в Высшую союзную лигу.
В 1990 году уехал за границу. Три года играл в Чехословакии и затем Словакии, один сезон — в Англии в клубе «Dumfries Border Vikings», ещё один — в Польше.
Вернувшись на Украину, провёл три года в «Соколе», игравшем тогда в Межнациональной хоккейной лиге и затем в Восточно-европейской хоккейной лиге.
Затем, до завершения карьеры в 2002 году, был играющим тренером в киевской команде «Беркут», выступавшей в чемпионатах и кубках ВЕХЛ и Украины.
С июля 2002 года ассистент главного тренера ярославской команды «Локомотив» — 2, в 2003—2005 годах её главный тренер. В 2005—2011 годах ассистент главного тренера основного состава «Локомотива». В сезоне 2011/2012 — главный тренер сборной Украины, при этом продолжал работу в системе «Локомотива» в качестве тренера-селекционера.
С 3 октября 2012 года — главный тренер ярославского МХК «Локо». В 2015—2017 гг. — тренер-селекционер ХК «Кременчуг».
2017 — декабрь 2018 — главный тренер «Металлурга» (Новокузнецк).

## Достижения
Игрока
- Чемпион ВЕХЛ 2000
- Бронзовый призёр юношеского чемпионата Европы 1979

Тренера
- Чемпион ВЕХЛ (2000, 2001), бронзовый призёр ВЕХЛ (2002)
- Обладатель Кубка ВЕХЛ (2001)
- Чемпион Украины (2000, 2001, 2002), серебряный призёр чемпионата Украины (1999)
- Бронзовый призёр Зимней универсиады (2001)
- Серебряный призёр чемпионатов России и КХЛ (2008, 2009), бронзовый призёр КХЛ (2011).

Как главный тренер — бронзовый призёр Первой лиги России (2005).